# 東海銀行 (日本)

東海銀行股份有限公司，簡稱東海銀行（日语：株式会社東海銀行；The Tokai Bank Limited），成立於1941年，由伊藤銀行、名古屋銀行和愛知銀行合併而成。
東海銀行總行以位於愛知縣名古屋市中區，直至2002年已和三和銀行合併，成為UFJ銀行。
因其前母公司UFJ控股與東京三菱金融集團在2005年10月1日合併為日本資產最多的金融機構三菱UFJ金融集團，UFJ銀行與東京三菱銀行合併為三菱東京UFJ銀行，成為三菱UFJ金融集團的一部份。